# 益田祐里
益田祐里（日语：／ Masuda Yuri，1977年2月22日—）是一名日本女歌手，m.o.v.e樂團主唱。熊本縣出身，19歲於五花八門淺草橋選秀節目中登場，雖未能進入決賽，但被音樂製作人木村貴志相中，以艺名yuri，與RAP歌手motsu、作曲人木村貴志，組成m.o.v.e樂團。於1997年10月正式出道，於2013年3月16日最後一場演唱會上後解散。2018年，她開始個人音樂活動，翌年發行首張個人專輯《Eternity》。